# Denkmal der nationalen Zusammengehörigkeit

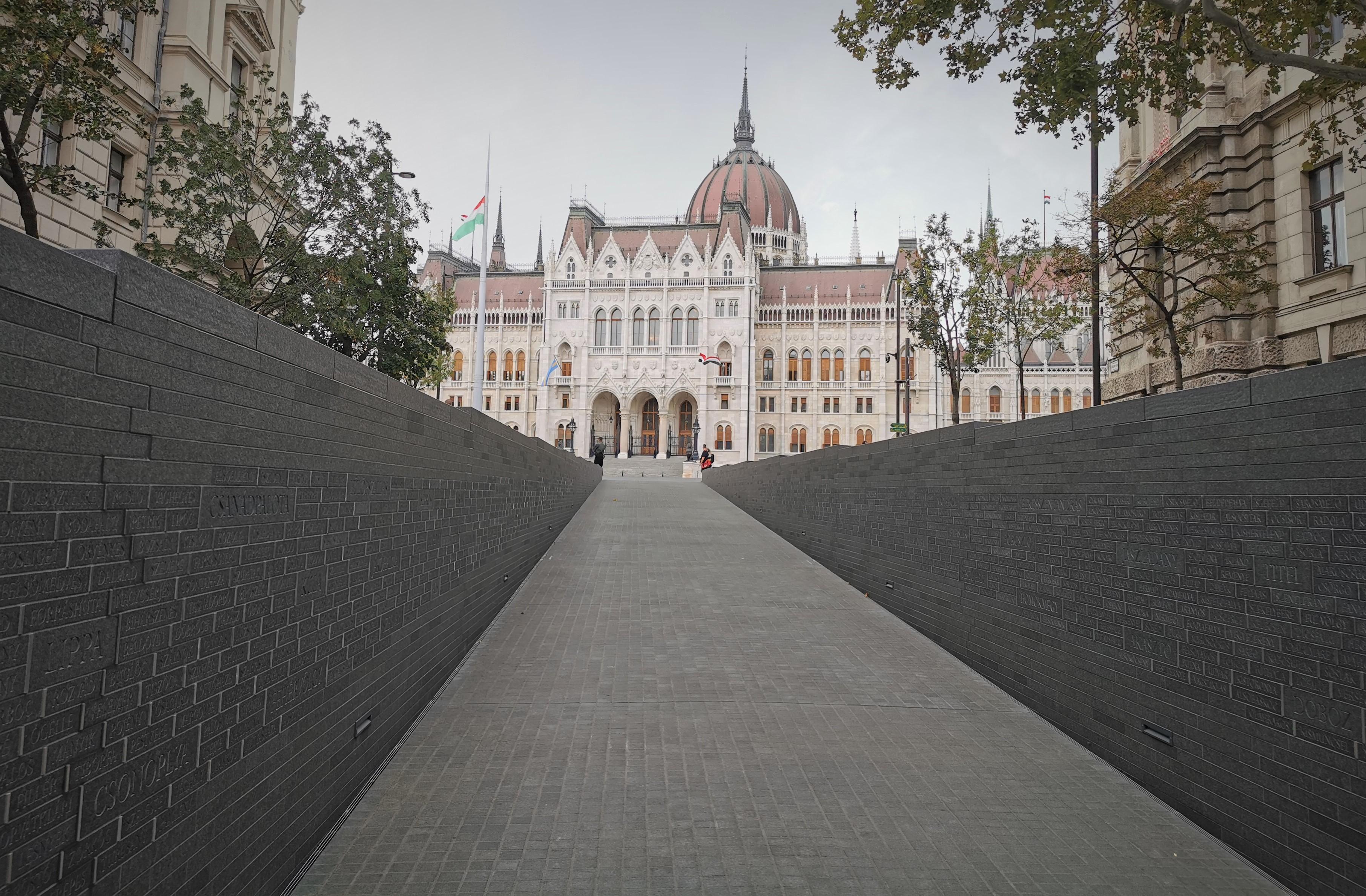
Steinrampe des Denkmals mit Blick auf das Parlamentsgebäude.

Das Denkmal der nationalen Zusammengehörigkeit (ungarisch Nemzeti összetartozás emlékhelye) ist ein Denkmal in der ungarischen Hauptstadt Budapest, das am 20. August 2020 vom Ministerpräsidenten Viktor Orbán eingeweiht wurde.
Es besteht aus einer hundert Meter langen Steinrampe in der Alkotmány Straße gegenüber dem ungarischen Parlament. An den Seitenwänden der abwärts führenden, 4 m breiten Rampe sind die Namen aller 12.537 Ortschaften und Städte des einstigen Königreichs Ungarn, Stand 1913 aufgeführt. Am Ende brennt eine ewige Flamme inmitten einer Darstellung des Königreichs mit Rissen, die die heutigen Grenzen markieren.
Die Baukosten betrugen 16 Mio. Euro.
Das Denkmal bezieht sich auf den 100. Jahrestag des Vertrages von Trianon, in dem Österreich-Ungarn nach dem Ersten Weltkrieg aufgeteilt wurde.

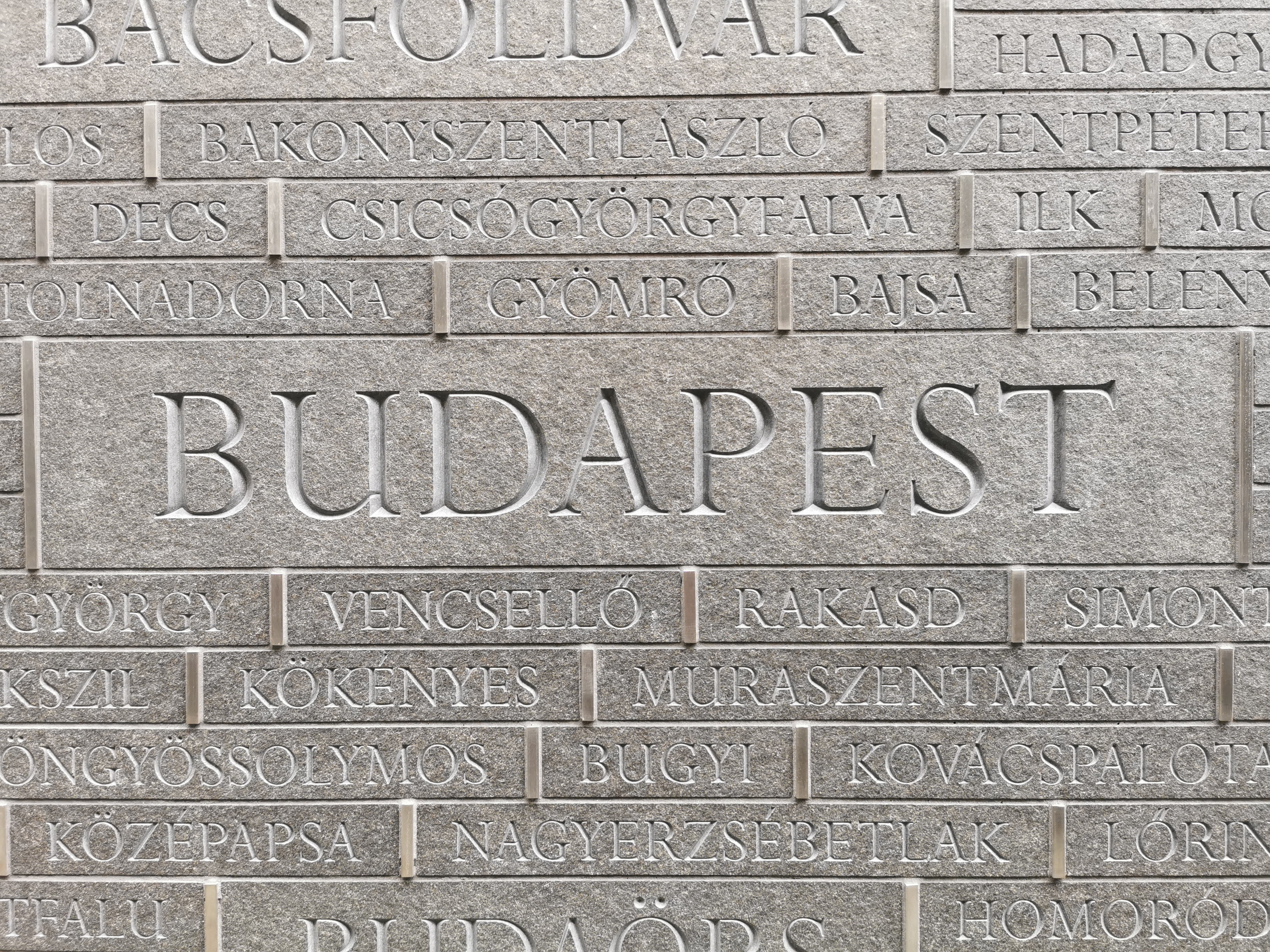
Detail

Viele der aufgezählten Gemeinden befinden sich in den Nachbarstaaten: Italien, Österreich, Tschechien, Slowakei, Polen, Ukraine, Rumänien, Serbien, Bosnien und Herzegowina, Kroatien und Slowenien.